# اکورانام
اکورانام (به انگلیسی: Achooranam) در هند است که در کرالا واقع شده‌است.

## خصوصیات
اکورانام ۹٬۷۵۴ نفر جمعیت دارد.